# Pedro Solbes
Pedro Solbes Mira (Pinoso, Alicante, 31 de agosto de 1942-Madrid, 18 de marzo de 2023) fue un economista y político español del Partido Socialista Obrero Español que se desempeñó como ministro durante los gobiernos de Felipe González y José Luis Rodríguez Zapatero, llegando a ser vicepresidente segundo del Gobierno durante gran parte del mandato de este último.
Doctor en Ciencias Políticas por la Universidad Complutense de Madrid y funcionario del Cuerpo Superior de Técnicos Comerciales y Economistas del Estado, empezó en política participando en las negociaciones para la incorporación de España a las Comunidades Europeas, lo que le sirvió para ser nombrado en 1985 como secretario de Estado para las Relaciones con las Comunidades Europeas. Tras esto, fue ministro de Agricultura, Pesca y Alimentación (1991-1993) y ministro de Economía y Hacienda (1993-1996) durante los últimos gobiernos de Felipe González.
En 1999 asumió una de las carteras más importantes de la Comisión Europea, la de Asuntos Económicos y Monetarios, en la época en la que se introdujo el euro. En abril de 2004 fue reclamado de vuelta en España por el presidente Zapatero, que le nombró vicepresidente segundo y ministro de Economía y Hacienda hasta 2009, cuando fue cesado y se apartó de la primera línea política y se incorporó a la empresa privada. Falleció en Madrid en 2023.

## Biografía
Nacido el 31 de agosto de 1942 en la localidad alicantina de Pinoso, tras cursar sus estudios de bachiller en Alicante, se doctoró en Ciencias Políticas por la Universidad Complutense de Madrid, residiendo en el Colegio Mayor Diego de Covarrubias. Era también licenciado en Derecho y en Ciencias Económicas por la Universidad Complutense y diplomado en Economía Europea por la Universidad Libre de Bruselas.
Fue Técnico Comercial y Economista del Estado por oposición desde 1968, ocupando distintos puestos en la Administración española. Fue uno de los miembros del grupo de trabajo para la negociación de adhesión de España a la Comunidad Europea y a finales de 1985 fue nombrado secretario de Estado para las Relaciones con las Comunidades Europeas.
En 1991 fue nombrado ministro de Agricultura, Pesca y Alimentación y entre 1993 y 1996 ocupó el puesto de ministro de Economía y Hacienda. Como tal fue presidente del Ecofin durante la presidencia española de la UE en el segundo semestre de 1995.
En las elecciones generales de marzo de 1996 fue elegido diputado por la provincia de Alicante y durante su período en el Congreso de los Diputados presidió la Comisión Mixta del Parlamento español sobre la UE. En septiembre de 1999 fue nombrado miembro de la Comisión Europea, y se le encomendó la cartera de Asuntos Económicos y Monetarios. Durante este período su actividad principal fue la introducción del euro y el refuerzo de la coordinación de las políticas económicas en la Unión Europea.

### Vicepresidente segundo y ministro de Economía y Hacienda

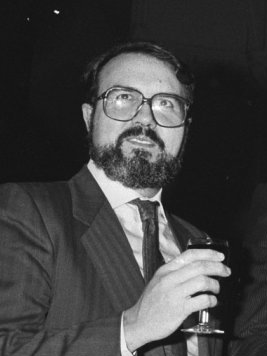
Pedro Solbes en Ámsterdam el 7 de enero de 1986 celebrando la entrada de España y Portugal en la Comunidad Económica Europea.

Tras la llegada al poder de José Luis Rodríguez Zapatero (abril de 2004), Solbes fue vicepresidente segundo y ministro de Economía y Hacienda durante la VIII Legislatura.
En enero de 2007 fue premiado por el diario económico El Boletín por su labor como dirigente del Gobierno español durante el año 2006. El Boletín destacó sus méritos para lograr crecimiento económico, creación de empleo, superávit en las cuentas estatales y el control de la deuda pública.
Fue confirmado al iniciarse la segunda legislatura, que coincidió con el estallido de la crisis económica, cuyos efectos fueron particularmente graves en España, registrándose una gran pérdida de empleo. Al efectuarse la remodelación del Gobierno el 7 de abril de 2009, Solbes fue relevado por Elena Salgado en ambos cargos. El presidente expresó su gratitud por su «ejemplar entrega, dedicación y tenacidad», si bien medios conservadores nacionales e internacionales afirmaron que su relevo se debió a sus discrepancias con el presidente acerca de cómo afrontar la crisis. También salió del ministerio David Vegara, secretario de Estado de Economía.
A principios de abril de 2011, Pedro Solbes fue nombrado miembro del consejo de administración de la eléctrica italiana Enel, propietaria de Endesa.
A partir de mayo de 2011 trabajó como asesor y consejero para la entidad bancaria Barclays.
En 2018, intervinó en la Comisión de investigación del Congreso de los Diputados sobre la crisis financiera de 2008. En la misma, reconoció varios errores en su gestión durante su periodo como vicepresidente del gobierno. En su opinión: «hubiera sido deseable una política fiscal más restrictiva», durante el periodo previo a la crisis que hubiera reducido más la deuda pública. Admitió algunas discrepancias con el presidente Zapatero en las medidas contra la crisis. A modo de síntesis concluyó: «Asumo la culpa que tengo en la crisis; fui responsable de coger un tren que se aceleraba y se me aceleró más, creíamos que teníamos más tiempo para desacelerar pero nos quedamos sin vía. No pudimos hacer un ajuste más suave. Sí he sido responsable y debí ser más valiente en fomentar el superávit presupuestario».
En 2013 publicó sus memorias tituladas Recuerdos. 40 años de servicio público.
Falleció el 18 de marzo de 2023 a los 80 años en Madrid debido a un cáncer de hígado.

## Cargos desempeñados
- Secretario de Estado para las Relaciones con la CE (1985-1991).
- Ministro de Agricultura, Pesca y Alimentación (1991-1993).
- Ministro de Economía y Hacienda (1993-1996).
- Diputado por la provincia de Alicante en el Congreso de los Diputados (1996-1999).
- Comisario europeo de Asuntos Económicos y Monetarios. (1999-2004).
- Vicepresidente Segundo del Gobierno (2004-2009).
- Ministro de Economía y Hacienda (2004-2009).
- Diputado por la provincia de Madrid en el Congreso de los Diputados (2008-2009).

## Distinciones y condecoraciones
- Collar de la Orden del Mérito Civil (24 de abril de 2009).[14]
- Caballero gran cruz de la Orden de Carlos III (10 de mayo de 1996).[15]
- Comendador de número de la Orden de Isabel la Católica (30 de mayo de 1985).[16]